# Гваяковая смола
Гваяковая смола (также бакаутовая смола) — древесная смола гваякового (бакаутового) дерева Guaiacum officinale, растущего на Антильских островах, особенно часто встречающегося в Сан-Доминго и на острове Ямайка.

## Характеристика
Собирается с поверхности стволов, из которых вытекает самопроизвольно, и из нарочно сделанных продольных надрезов в коре; добывается также выплавкой из смолистых стволов (концентрация её в древесном ядре достигает 22%). Получают данный вид смолы главным образом сухой перегонкой или кипячением измельчённой древесины. Она представляет собой зеленовато-бурые или красно-бурые ломкие кусочки с запахом, напоминающим ладан. Этиловый спирт растворяет гваяковую смолу на 90%. Её плотность составляет 1,2 г/см. Составные части смолы следующие: гваяковая кислота С6Н8O3, гваяретиновая, или кислота гваяковой смолы С20Н26O4, гваяконовая С19H20О3, жёлтое красящее вещество и красно-бурая смола С14Н14O4 (или С20Н10О6), плавится при 85 °С, растворима в щелочах, ацетоне, алкоголе, не растворима в эфире.
При сухой перегонке гваяковая смолa даёт: гвайол (гваяцен) С5Н3O, гваякол С6Н4(ОСН3)(ОН), креозол С6Н3(OCH3)(ОН)2 и пирогваяцин C18H18O3. Гваяковая тинктура, спиртовой раствор смолы, синеет от различных окислителей: хлора, брома, хромовой и азотной кислот, озона и прочих, поэтому она служит реактивом для открытия содержания азотной кислоты в серной: для этого достаточно испытуемую серную кислоту нагреть в пробирке с железной пластинкой и выделяющийся газ пропустить в гваяковую тинктуру; синее окрашивание укажет на присутствие азотной кислоты. Гваяковая бумажка (напитанная тинктурой и высушенная) является хорошим реактивом на озон. Спиртовой раствор данной смолы окрашивается в зелёный или синий цвет под влиянием окислителей, а потому используется в современных лабораториях в качестве реактива на гемоглобин.